# Skagershultsmossen
Skagershultsmossen este o arie protejată (arie specială de conservare — SAC, sit de importanță comunitară — SCI, arie de protecție specială avifaunistică — SPA) din Suedia întinsă pe o suprafață de 449 ha, integral pe uscat.

## Localizare
Centrul sitului Skagershultsmossen este situat la coordonatele 59°06′44″N 14°43′18″E / 59.1122°N 14.7218°E.

## Înființare
Situl Skagershultsmossen a fost declarat sit de importanță comunitară în decembrie 1995 pentru a proteja 8 specii de animale. Alte tipuri de protecție:
- arie de protecție specială avifaunistică (în ianuarie 1998)[2]
- arie specială de conservare (în martie 2011)[1][3][4]

## Biodiversitate
Situată în ecoregiunea boreală, aria protejată conține 2 habitate naturale: Turbării active, Mlaștini împădurite.
La baza desemnării sitului se află mai multe specii protejate de  păsări (8): ciocănitoare neagră (Dryocopus martius), cufundar mic (Gavia stellata), cocor (Grus grus), vultur pescar (Pandion haliaetus), viespar (Pernis apivorus), ploier auriu (Pluvialis apricaria), cocoșul de mesteacăn (Tetrao tetrix tetrix), fluierar de mlaștină (Tringa glareola).